# Рихард Нойтра
Рихард Нойтра (на немски: Richard Joseph Neutra) е австрийски архитект.

## Биография и творчество
Рихард Нойтра е роден на 8 април 1892 г. във Виена, в богато еврейско семейство. Бил е ученик на Адолф Лоос във Виенския технологичен университет. През това време се интересува от делата на Ото Вагнер.
През 1912 г. той предприема пътуване до Италия и Балканите с Ернест Фройд (син на Зигмунд Фройд). След Първата световна война Нойтра заминава за Швейцария, където работи с ландшафтния архитект Густав Аман. През 1921 г. работи за кратко като архитект в германския град Лукенвалде, а по-късно през същата година се присъединява към бюрото на Ерих Менделсон в Берлин. Нойтра допринася за участието в конкурса на фирмата за нов търговски център за Хайфа, Палестина (1922 г.), както и на жилищен проект „Zehlendorf“ в Берлин (1923).
През 1922 г. сключва брак с Диона Нидерман (дъщеря на архитект). Премества се в САЩ през 1923 г. Работи за кратко за Франк Лойд Райт, преди да приеме покана от неговия близък приятел Рудолф Шиндлер да работят и живеят в „Schindler's Kings Road House“ в Калифорния.
Първата работа на Нойтра в Лос Анджелис е като ландшафтен архитект: оформя дизайна на градината за плажната къща на Шиндлер (1922 – 5), проектирана от Филип Ловел (Newport Beach); и за пергола и мини басейн на Комплекса на Райт и Шиндлер за Алин Брансдал и Олив Хил (1925), Холивуд. Впоследствие той развива своя собствена практика и продължава да проектира множество сгради, отразяващи Международния стил. Дванадесет от тях са определени като исторически и културни паметници, включително „Lovell Health House“ и „Richard and Dion Neutra VDL Research House“. В Калифорния той става известен със строго геометричните, но просторни структури, които отразяват варианти от стила на Западното крайбрежие до Средновековна резиденция.
През 1932 г. Нойтра е включен в изложбата MoMA за модерна архитектура, организирана от Филип Джонсън и Хенри Ръсел Хичкок. През 1949 г. Нойтра става партньор с Робърт E. Александър. Партньорството продължава до 1958 г. и най-накрая му дава възможност да проектира по-големи търговски и институционални сгради.
През 1955 г. правителството на САЩ упълномощава Нойтра да проектира ново посолство в Карачи. Назначаването на Нойтра е част от амбициозна програма на архитектурни комисии на признати архитекти, които включват посолства на „Валтер Гропиус“ в Атина; „Едуард Даръл Стоун“ в Ню Делхи; „Марсел Бройер“ в Хага; „Джоузеп Луис Серт“ в Багдад; „Ееро Сааринен“ в Лондон.
През 1965 г. Нойтра става партньор със сина си Дион Нойтра. Между 1960 и 1970 г. Нойтра създава осем вили в Европа, четири в Швейцария, три в Германия и една във Франция.
До смъртта си във Вупертал, Германия, на 16 април 1970 г., той вярва във възможността за промяна на човечеството към по-добро чрез архитектура.

## Унищожени произведения
Една от най-известните и често фотографирани сгради, проектирани от Нойтра, е построената през 1962 г. къща „Маслон“ в ранчото „Мираж“ в Калифорния. Сградата е разрушена през 2002 г.
Прочутата сграда „Cyclorama“ в Гетисбърг е разрушена от National Park Service на 8 – 9 март 2013.